# バウアンブロート
バウアンブロート、もしくはバウァーンブロート（ドイツ語: Bauernbrot）はドイツのパン。日本語では農夫のパン、農家のパンと説明される。

## 概要
ドイツの全土で食べられており、同様にドイツ全土で食べられているパンにラントブロート（ドイツ語: Landbrot、田舎パン）があるが、ラントブロートとバウアンブロートとを外観で区別することは困難であり、古くからバウアンブロートと呼ばれていたパンがバウアンブロートであるとしか言いようがない。
使用する穀物により、ロッゲンブロート（ライ麦粉）もしくはロッゲンミッシュブロート、ヴァイツェンミッシュブロートに分類されることが多い。形状は円形が多いが、楕円形のものもある。表面にカゴ状の模様が入ったもや、クープ、割れ目を設けたものなどさまざまである。大型のバウアンブロートの販売は、特にドイツ都市部では核家族化が進んだこともあり、減少傾向にある。